# جاك توبين (عالم إنسان)
جاك توبين (بالإنجليزية: Jack Tobin)‏ هو عالم إنسان أمريكي، ولد في 15 يونيو 1920، وتوفي في 19 يونيو 2010.